# Série de Humphreys
En physique atomique, la série de Humphreys est la série de raies spectrales de l'atome d'hydrogène correspondant à une transition électronique d'un état quantique de nombre principal n > 6 vers l'état de niveau 6.
Cette série a été découverte par Curtis Judson Humphreys en 1953. Peter Hansen et John Strong ont découvert le cas n=7 en 1973.
| n                    | 7     | 8    | 9    | 10   | 11   | 12   | 13   | 14   | 15   | 16   | 17   | {\displaystyle \infty } |
| Longueur d'onde (nm) | 12368 | 7503 | 5905 | 5129 | 4673 | 4374 | 4171 | 4021 | 3908 | 3819 | 3749 | 3282                    |